# Herb gminy Godziesze Wielkie
Herb gminy Godziesze Wielkie – symbol gminy Godziesze Wielkie.

## Wygląd i symbolika
Herb przedstawia na tarczy w polu błękitnym trzy srebrne lilie heraldyczne, a pod nimi trzy złote kłosy zboża.